# 5822-es mellékút (Magyarország)
Az 5822-es mellékút egy aránylag rövid, kevesebb, mint 4 kilométeres hosszúságú, négy számjegyű mellékút Baranya vármegye területén; az Ormánság két kisebb községét köti össze.

## Nyomvonala
Lúzsok központjának déli részén ágazik ki az 5823-as útból, annak a 3+850-es kilométerszelvénye közelében, dél felé. Fő utca néven húzódik a belterület déli széléig, amit mintegy 300 méter után ér el, ezután szinte azonnal ki is lép a település határai közül. Piskó közigazgatási területén folytatódik, több irányváltása ellenére ezt követően is jobbára dél felé húzódva. 2,5 kilométer után éri el e helység lakott részeit, települési neve ott Kossuth Lajos utca. A belterület déli szélén ér véget, beletorkollva az 5821-es útba, annak a 9+100-as kilométerszelvénye közelében.
Teljes hossza, az országos közutak térképes nyilvántartását szolgáló kira.kozut.hu adatbázisa szerint 3,647 kilométer.

## Története
A Kartográfiai Vállalat 1990-ben megjelentetett Magyarország autóatlasza kiépített, portalanított útként tünteti fel.

## Települések az út mentén
- Lúzsok
- Piskó